# Joyce Bryant

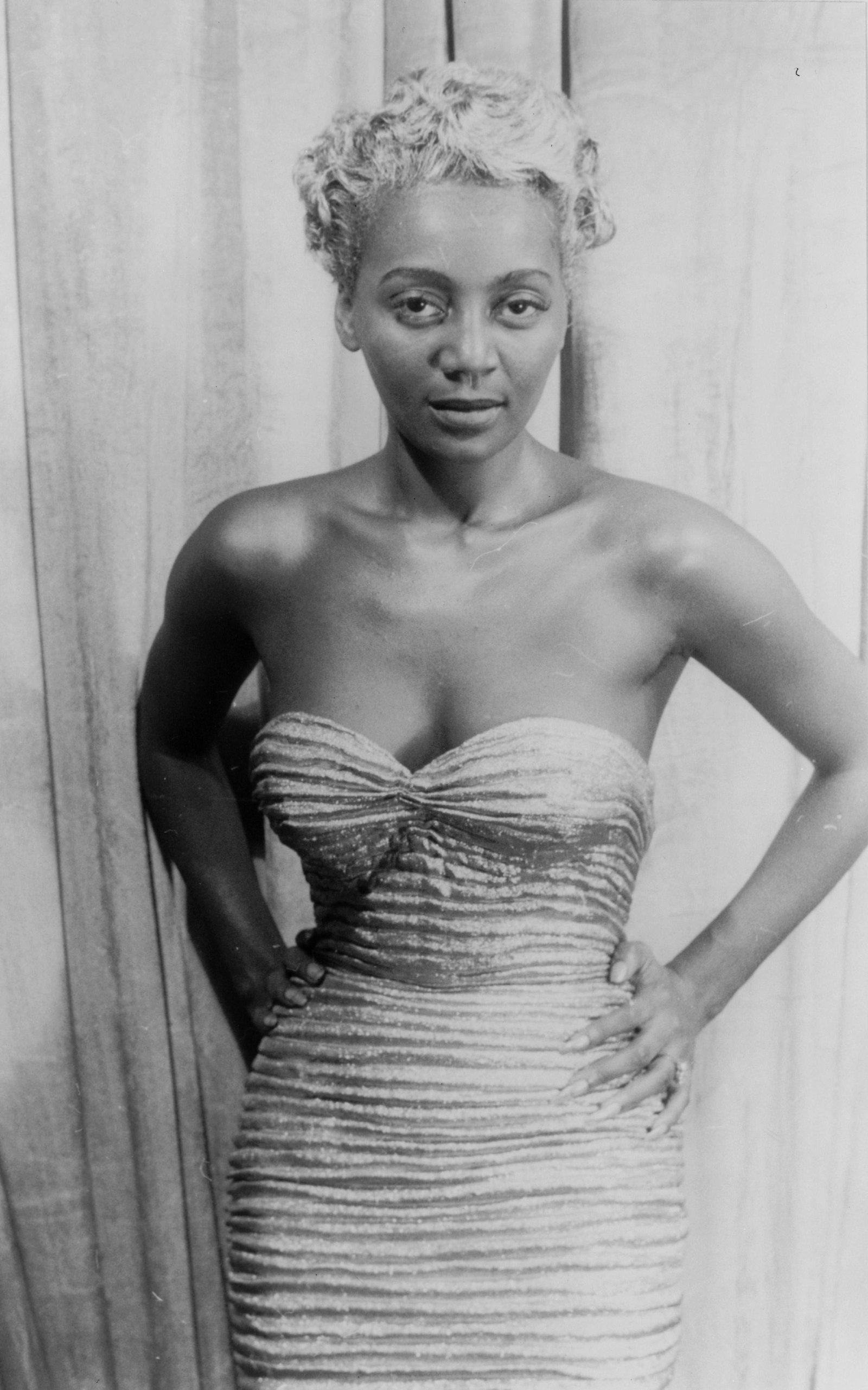
Joyce Bryant (1953) – Foto: Carl Van Vechten

Joyce Bryant (* 14. Oktober 1927 in Oakland, Kalifornien; † 20. November 2022 in Los Angeles, Kalifornien) war eine afroamerikanische Sängerin und Schauspielerin, die in den späten 1940er und frühen 1950er Jahren in der Theater- und Nachtclubszene der USA berühmt wurde. Ihre Markenzeichen waren ihr grau gefärbtes Haar und enganliegende Kleider. Sie galt als eines der ersten afroamerikanischen Sexsymbole. 1955 stieg Bryant am Höhepunkt ihrer Karriere aus dem Showbusiness aus, um sich ganz der Freikirche der Siebenten-Tags-Adventisten zu widmen. Zehn Jahre später tauchte sie wieder auf: Sie hatte nun eine klassische Gesangsausbildung absolviert und arbeitete auch als Gesangslehrerin.

## Jugend
Bryant war das älteste von acht Kindern. Sie wurde in Oakland, Kalifornien geboren und wuchs in San Francisco auf. Ihr Vater arbeitete als Koch bei der Eisenbahngesellschaft Southern Pacific Railroad. Ihre Mutter war eine gläubige Siebenten-Tags-Adventistin. Bryant, die streng erzogen wurde, galt als ruhiges Kind, und wollte ursprünglich Dozentin für Soziologie werden.
Mit 14 brannte sie durch, aber die Ehe, die sie überstürzt eingegangen war, hielt nur einen Abend lang. 1946 besuchte sie Verwandte in Los Angeles. Sie ging mit ihnen in einen Nachtclub und nahm dort an einem spontanen Gruppensingen teil. „Irgendwann stellte ich fest, dass ich die einzige war, die noch sang.“ erinnerte sich Bryant 1955 in einem Interview mit dem Jet Magazine. „Anschließend bot mir der Clubbesitzer 25 Dollar für einen Auftritt. Ich nahm an, denn ich brauchte das Geld, um zurück nach Hause fahren zu können.“

## Karriere
Im Laufe der späten 1940er Jahre hatte Joyce Bryant sich langsam viele regelmäßige Auftritte erarbeitet: so trat sie z. B. im New Yorker Nachtclub La Martinique für 400 Dollar die Woche auf und absolvierte eine Tour mit 118 Shows durch Hotels in den Catskill Mountains. Schließlich war sie so berühmt, dass sie sogar einmal zusammen mit Josephine Baker auftrat. Um nicht im Schatten von Baker zu stehen, färbte sie sich ihre Haare mit Heizkörperfarbe grau und trug ein enges silberfarbenes Kleid unter einem silberfarbenen, bodenlangen Nerz. Bryant sagte später über den Moment, an dem sie die Bühne betrat: „Alle hielten den Atem an!“ Bryants silberne Frisur und ihre figurbetonten Kleider wurden zusammen mit der vier Oktaven umfassenden Stimme ihr Markenzeichen. Sie wurde einer der großen Stars der frühen 1950er Jahre. Zu dieser Zeit wurde sie mit Spitznamen wie „die schwarze Marilyn Monroe“, „der Knaller“, oder „die Stimme, die Sie nie vergessen werden“ bedacht.
Etta James schrieb in ihrer 2003 erschienenen Autobiografie, Rage to Survive: The Etta James Story: „Ich wollte nicht harmlos wirken. Ich wollte aussehen wie Joyce Bryant. […] Ich mochte sie. Ich fand, dass Joyce mutig war und ahmte sie nach: Sie strahlte Schamlosigkeit und Unabhängigkeit aus.“
Bryant veröffentlichte ab 1952 eine Reihe von Aufnahmen für Okeh Records, darunter A Shoulder to Weep On, After You've Gone und Farewell to Love. Zwei der bekanntesten Stücke, die sie im Repertoire hatte, Love for Sale und Drunk with Love, wurden aufgrund der zweideutigen Texte von den Radiostationen boykottiert.
Als sie zwei Jahre später eine Aufnahme mit dem Song Runnin’ Wild veröffentlichte, konstatierte das Jet Magazine, dass dieser Song als Bryants erster die Zensur von CBS und NBC passiert habe. Bryant selber sagte 1980: „Es ist eine Ironie des Schicksals, dass mein größter Hit Love for Sale war. In Boston durfte er nicht gespielt werden und später […] auch nirgendwo sonst.“
Bryant sprach offen über das Thema der rassistisch motivierten Diskriminierung, deren Opfer sie selbst oft wurde. Sie war die erste Entertainerin, die in einem Hotel in Miami Beach auftrat – trotz Drohungen des Ku Klux Klan, der stellvertretend für sie eine Puppe verbrannt hatte.
Bryant kritisierte unterschiedliche Einlasskriterien für Schwarze und Weiße in Nachtclubs und Hotels. Sie setzte sich dafür ein, dass Künstler gemeinsam die sogenannten „Jim Crow Laws“ bekämpften. 1954 war sie eine der ersten schwarzen Sängerinnen, die im „Casino Royal“ in Washington, D.C. auftraten. Dort sagte sie, sie habe so viel über die dort praktizierte Rassentrennung gehört, dass es sie überrasche, so viele afroamerikanische Besucher in dem Club zu sehen: „Es war aufregend, zu sehen, dass sie reinkamen und vom Personal so höflich behandelt wurden.“
In einer Ausgabe des Life-Magazins wurde Bryant 1953 in aufreizender Pose abgelichtet. Der Filmhistoriker Donald Bogle notierte dazu, dass weiße Stars damals selten so abgebildet wurden. 1954 wurde Bryant zusammen mit Lena Horne, Hilda Simms, Eartha Kitt und Dorothy Dandridge in der Zeitschrift Ebony als eine der fünf schönsten Frauen der Welt bezeichnet.

## Abschied vom und Rückkehr ins Showbusiness
Bryant verdiente in den frühen 1950er Jahren bis zu 3500 Dollar mit einem Auftritt. Sie hatte allerdings bald genug vom Showbusiness. Die Silberfarbe machte ihre Haare kaputt, sie wollte nicht immer am Wochenende arbeiten und fühlte sich unwohl als „Sexbombe“. „Religion war mir schon immer wichtig“, sagte sie im Interview, „und so sexy auszusehen, mit diesen engen, tiefausgeschnittenen Kleidern, erschien mir als Sünde.“
Bryant erinnerte sich: „Einmal hatte ich schlimme Halsschmerzen und musste trotzdem acht Auftritte am Tag absolvieren. […] Jemand holte einen Doktor, und der sagte: ‚Ich kann Ihnen Kokain auf den Rachen sprühen, das wird helfen. Allerdings werden Sie davon abhängig.‘ Mein Manager sagte nur: ‚Machen Sie, was Sie wollen – Hauptsache, sie kann wieder singen!‘“
Bryant konnte die Männer – oft Gangster –, die regelmäßig die Clubs gingen, in denen sie auftrat, nicht ausstehen. Einmal wurde sie in ihrer Garderobe von einem Mann geschlagen, den sie zuvor zurückgewiesen hatte. Ihre Ernüchterung über das Drogen- und Gangstermilieu und der ständige Druck von Seiten ihres Managements führten dazu, dass Bryant Ende 1955 ihre Karriere beendete. Ab da widmete sich Bryant den Siebenten-Tags-Adventisten und schrieb sich am Oakwood College in Huntsville, Alabama an.
Im Mai 1956 veröffentlichte Ebony eine Strecke mit dem Titel: „Die neue Welt der Joyce Bryant: Die frühere Café-Sängerin gibt eine 200.000-Dollar-Karriere auf, um Gott zu dienen“.
Bryant war jahrelang durch den amerikanischen Süden gereist. Es machte sie wütend, zu sehen, wie Schwarzen dort aufgrund ihrer Hautfarbe Zugang zu medizinischer Versorgung verweigert wurde. Sie organisierte daraufhin Spendenaktionen, um Essen, Kleidung und Medikamente zu finanzieren. Außerdem gab sie weiterhin Konzerte – mit ihrer natürlichen Haarfarbe und ohne Make-up – um Spenden für ihre Kirche zu organisieren.
Bryant glaubte, dass der Kampf für die Bürgerrechte von allen Gläubigen geführt werden müsse. Aber als sie die Würdenträger der Siebenten-Tags-Adventisten dazu aufforderte, sich gegen Diskriminierung auszusprechen, erhielt sie eine Abfuhr mit der Begründung: „Das sind irdische Angelegenheiten, die keine spirituelle Wichtigkeit haben.“ Davon enttäuscht, wandte sich Bryant in den 1960er Jahren wieder der Entertainment-Branche zu.
Sie nahm Unterricht beim Gesangslehrer Frederick Wilkerson an der Howard University und wurde von der New York City Opera unter Vertrag genommen. Außerdem ging sie mit italienischen, französischen und österreichischen Opernensembles weltweit auf Tour. In den 1980er Jahren begann sie, wieder Jazz zu spielen und machte als Gesangslehrerin Karriere. Unter ihren Klientinnen waren Jennifer Holliday, Phyllis Hyman, und Raquel Welch.

## Diskografie (Auswahl)

### Alben
- 1954: Runnin' Wild

### Singles
- 1952: Love For Sale / A Shoulder To Weep On
- 1953: It's Only Human / After You've Gone